# 华侨义冢墓群
华侨义冢墓群，位于中国广东省江门市会城镇黄竹坑。为一民国时期古墓葬群。19世纪，无数新会籍华工前往美洲，客死他乡者甚多。海外侨团将其运返故乡安葬，渐渐形成墓群。墓群也成为华侨史的见证。1995年，被列入新会市文物保护单位。2008年，列入江门市文物保护单位。